# Bergapotheke (Zellerfeld)

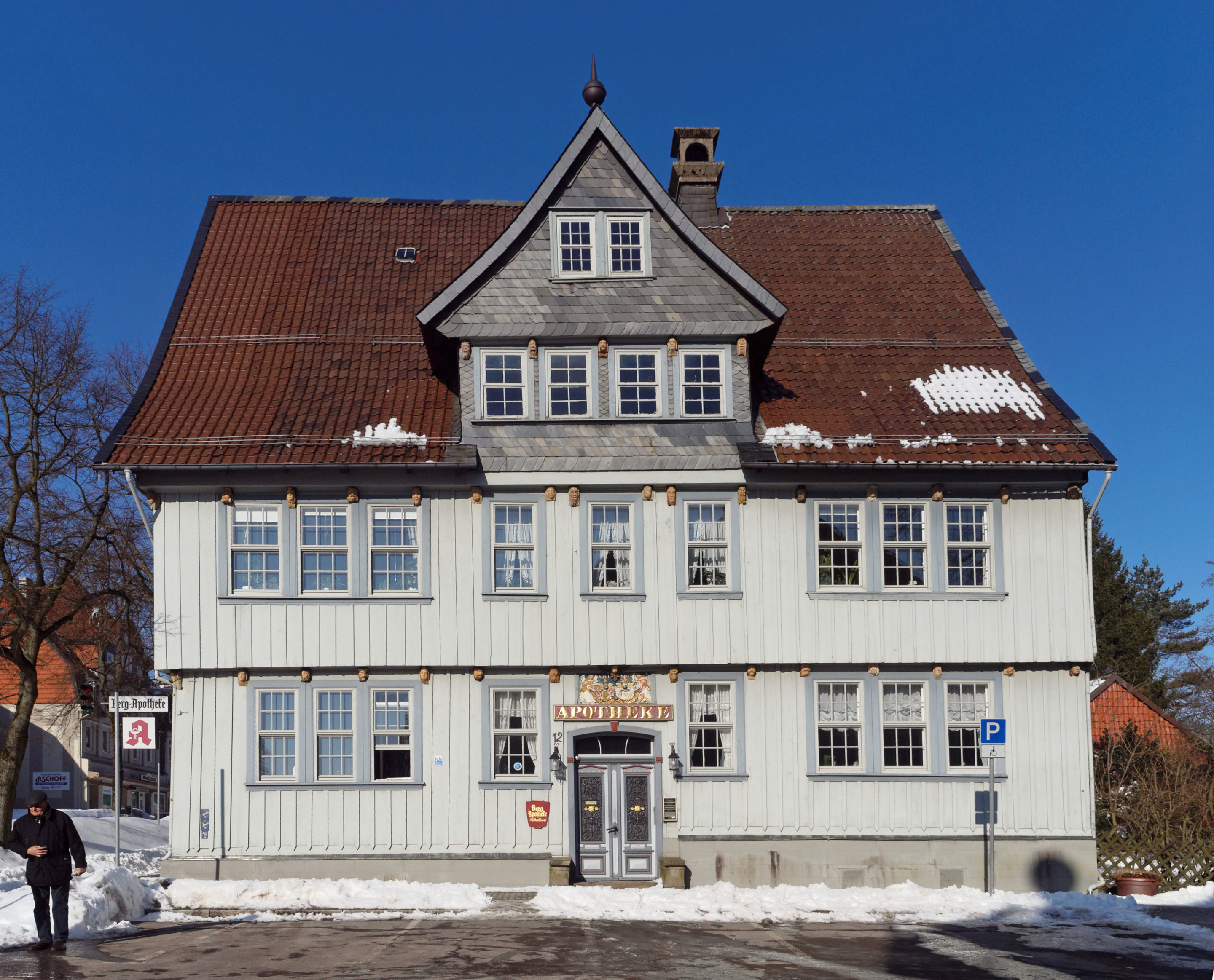
Bergapotheke in Zellerfeld

Die Bergapotheke (auch: Fratzenapotheke) in Zellerfeld (Adresse: Bornhardtstraße 12, Clausthal-Zellerfeld) ist eine Apotheke, die seit dem Jahre 1674 besteht. Sie ist eine der besonderen Sehenswürdigkeiten in Clausthal-Zellerfeld.

## Bauwerk
Das verbretterte doppelstöckige Bürgerhaus aus dem 17. Jahrhundert trägt auf den Balken insgesamt 64 sog. „Schreckmasken“, die eingeschnitzt und mit Farbe bemalt sind. Über der Tür findet sich das Doppelwappen der Familien der ersten Hausbewohner von 1674: Die Familie des Apothekers Jakob Andreas Herstelle und seiner Ehefrau Anna Katherina Drechsler.
Auch die Innenräume sind von großer Qualität. Es finden sich Deckenverzierungen, Steinmetzarbeiten und Stuckreliefs. Zwei Sandsteinkamine werden auf das Jahr 1674 datiert.

## Denkmalschutz
Nach der Einschätzung des Niedersächsischen Landesamtes für Denkmalpflege ist die Bergapotheke wegen seiner geschichtlichen, wissenschaftlichen und städtebaulichen Bedeutung als Einzeldenkmal (§ 3 Abs. 2 (NDSchG)) einzuordnen. Das Gebäude ist gleichzeitig Teil der Gruppe baulicher Anlagen Kirchplatz Zellerfeld. Im Denkmalatlas Niedersachsen ist das Gebäude unter der Objekt-ID 37715813 klassifiziert.